# Botnafjöll
Botnafjöll är en bergskedja i republiken Island. Den ligger i regionen Suðurland, 150 km öster om huvudstaden Reykjavík.